# Славянофобия
Славянофо́бия, антиславя́нские настроения — предрассудки, проявления ненависти и дискриминации, направленные против славянских народов. Сопутствует расизму и ксенофобии. Наиболее распространённым проявлением антиславянских настроений было утверждение, что славяне уступают другим народам. Эти настроения достигли своего пика во время Второй мировой войны, когда нацистская Германия классифицировала славян — особенно поляков, русских, белорусов и украинцев — как «недочеловеков» (нем. Untermenschen) и планировала истребить большое их количество в рамках «Генерального плана Ост» и Плана голода.
Славянофобия также дважды существенно проявлялась в истории Соединённых Штатов: в Эру прогрессивизма, когда иммигранты из Восточной Европы столкнулись с противодействием со стороны доминирующего класса американских граждан западноевропейского происхождения; во время Холодной войны, когда Соединённые Штаты оказались втянуты в интенсивное глобальное соперничество с Советским Союзом.

## Нацизм
Нацистская концепция «арийской расы господ» («Herrenvolk») исключала из этой расы подавляющее большинство славян, поскольку считалось, что славяне почти утратили «нордический компонент» в результате смешения с «финской» и другими расами и испытывают опасное еврейское и азиатское влияние. По этой причине нацисты объявили славян «недочеловеками» («Untermenschen»).
Нацистский расовый теоретик Ханс Гюнтер считал, что славяне принадлежат к «восточной расе», отдельной от немцев и «нордидов», и предостерегал от смешения «немецкой крови» со «славянской». Одним из ведущих теоретиков расовых исследований в нацистской Германии был Эгон Фрайхерр фон Эйкштедт, автор книги «Расовые основы немецкого народа» (1934). В 1938 году его ассистентка Ильзе Швидецки опубликовала под его редакцией книгу «Расоведение древних славян». Основной идеей книги было то, что праславяне принадлежали к нордической расе, однако к настоящему времени славяне утеряли нордический компонент, почти целиком подавленный в результате смешения с восточноевропеоидной, альпийской, динарской и средиземноморской расами. Этому посвящён раздел «К вопросу размытия черт нордической расы, или денордизации, славянских народов». Среди нацистских лидеров одним из главных противников Советской России был Альфред Розенберг. Под его влиянием Гитлер пришёл к идеи колонизации славянских земель, в частности, аннексии Украины.
Идея нацистов, что славяне являются «низшими неарийцами», была частью планов по созданию «жизненного пространства на Востоке» для немцев и других германских народов в Восточной Европе, инициированных во время Второй мировой войны по «генеральному плану Ост». Миллионы немцев и других германских поселенцев должны были быть перемещены на завоеванные территории Восточной Европы, в то время как десятки миллионов славян предполагалось уничтожить, переселить или обратить в рабство.
Вопрос отношения нацистов к славянским народам мало изучен. Это привело к тому, что в 1990-е годы в праворадикальной среде восточноевропейских стран стали распространяться идеи, что славяне признавались равными в расовом отношении с немцами и сражались «за чистоту арийской крови». Однако источники свидетельствуют, что славяне в целом рассматривались нацистами в качестве «низшей расы».